# Mariano Antonio Molas
Mariano Antonio Molas de la Costa (Asunción, 5 de septiembre de 1780 - Pilar, 1844) fue un abogado, escritor y prócer de la independencia de Paraguay, siendo uno de sus principales ideólogos y voceros durante las primeras juntas de gobierno. También es reconocido por haber escrito el libro Descripción histórica de la antigua provincia de Paraguay, la primera obra escrita por un paraguayo luego de la Independencia.

## Biografía

### Primeros años
Nació en la ciudad de Asunción el 5 de septiembre de 1780, sus padres fueron Pedro José Molas Colet, un capitán de milicias originario de Buenos Aires y María Úrsula de la Costa Esquivel, una mujer de una acaudalada familia de Asunción. Realizó sus primeros estudios en el Colegio Real Seminario San Carlos de Asunción. Era hermano mayor del presbítero y prócer José Agustín Molas.
Posteriormente se trasladó a Buenos Aires para estudiar derecho, luego trabajó como pasante en el estudio de Dr. Juan José Castelli. En 1810, una vez formado como un hombre de letras, regresó al Paraguay y se casó con María Beatriz Fernández Montiel, con quien tuvo varios hijos.

### Independencia del Paraguay
Participó activamente junto con otros próceres en las reuniones secretas para la realización golpe del 14 y 15 de mayo de 1811 para deponer al gobernador español Bernardo de Velazco del poder y lograr la independencia del Paraguay.
Una vez independizado el país, se realizaron varios congresos para organizar el nuevo gobierno paraguayo, en estos Mariano demostró sus grandes dotes de orador y se destacó como uno de los principales voceros y dirigentes.
En el primer congreso del gobierno paraguayo realizado el 17 de junio de 1811, fue él quien propuso la destitución total de Bernardo de Velazco del poder político y la creación de la primera Junta de Gobierno compuesta por Fulgencio Yegros como presidente y Pedro Juan Caballero, José Gaspar Rodríguez de Francia, Francisco Javier Bogarín y Fernando de la Mora como miembros.
El 30 de septiembre de 1813 se realizó un segundo congreso, en el que Mariano apoyó la candidatura del Dr. Francia como cónsul de la República, junto con Fulgencio Yegros como segundo cónsul y también ayudó en la creación de un reglamento de gobierno, una especie de primera constitución del Paraguay.
Un tercer congreso paraguayo fue realizado el 3 de octubre de 1814, donde Mariano apoyó el nombramiento del Dr. Francia como Dictador Temporal de la República, por un periodo de 4 años.
El 30 de mayo de 1816 se reunió un cuarto congreso, en el que Mariano se opuso firmemente al nombramiento del Dr. Francia como Dictador Perpetuo de la República, por lo que poco a poco fue marginado de la política, debido a su oposición al gobierno de Francia.

### Alejamiento de la política y encarcelamiento
Desde entonces, Mariano se alejó de la vida política y se dedicó más a su trabajo como abogado profesional resolviendo distintos casos y pleitos judiciales. En 1828 defendió el caso de José Vicente Urdapilleta, un joven que asesinó a un esclavo negro de nombre Benito Pintos, en dicho caso Mariano fue acusado por el Dr. Francia de falsificar las pruebas del caso y fue encarcelado por 12 años.
En 1839, durante su estadía en prisión, escribió su famoso libro titulado Descripción histórica de la antigua provincia de Paraguay, el primer libro escrito por un autor paraguayo luego de la independencia, esta obra recopila información muy valiosa sobre como era el país durante la época colonial. Estos escritos permanecieron en manos de Luciano Recalde (yerno de Molas), quien se exilió en Argentina y en 1858 publicó algunos fragmentos en "El grito paraguayo" (periódico de la comunidad paraguaya en Argentina). En diciembre de 1865 Luciano Recalde entregaría los escritos originales de Molas al escritor y periodista argentino Ángel Justiniano Carranza, quien se los mandó a sus colegas Vicente Gregorio Quesada y Miguel Navarro Viola, quienes lo publicaron como un libro completo en 1868 en Buenos Aires, varios años después de la muerte de su autor original.

### Últimos años y muerte
Luego de la muerte del dictador Francia el 20 de septiembre de 1840, Mariano fue liberado de prisión. Se sabe que estuvo un tiempo en la localidad de Caapucú, ya que su familia poseía estancias y propiedades en la zona. Posteriormente, en sus últimos años, con una salud ya deteriorada por la edad, se mudó a Pilar, donde falleció de muerte natural en 1844, a la edad de 64 años. 
Aunque existen algunos autores que afirman que en realidad murió en Asunción, en Caapucú o confinado en prisión por Carlos Antonio López en Pilar, pero todos coinciden en que falleció en 1844.

## Obras
- Descripción histórica de la antigua provincia de Paraguay (escrito por Molas en 1839, pero publicado póstumamente por Ángel Justiniano Carranza recién en 1868)[12][13][14]

## Homenajes
Dos calles de la ciudad de Asunción llevan su nombre en su honor, una en el barrio Jara (25°16′33″S 57°36′32″O / -25.2757105, -57.6088114) y otra en el barrio Recoleta (25°17′30″S 57°35′15″O / -25.291543, -57.587381).
También la Colonia Mariano Antonio Molas, una zona rural de estancias del distrito de Villa Oliva lleva su nombre en su homenaje.